# Свети Петър (Бове)
Вижте пояснителната страница за други значения на Свети Петър.
„Свети Петър“ (на френски: Cathédrale Saint-Pierre de Beauvais) е най-високата (макар и недовършена) от френските готически катедрали. Разположена е в северната част на Франция в град Бове. Това е катедралният храм Ноайонската епархия.
Катедралата в Бове заема видно място в историята на готическата архитектура. Тя, в частност, е с най-високи готически хорове в света (48,50 м). Храмовият комплекс се състои от по-късен трансепт (XVI век), хорът с апсиди и седем многоъгълни апсидни капели от XIII век, които са достъпни чрез деамбулатория. Малка романска църква Нотр Дам дьо ла Бас Евр (Basse Œuvre, построена през 997 – 998 година.) заема мястото, предназначено за нефовете.

## История
Работата по изграждането на катедралата започва през 1225 г. при управление на граф-епископ Милон от Нантей, веднага след третия пожар в старата базилика с дървен покрив, олтарът на която е ремонтиран, само за три години преди пожара. Хоровете са завършени през 1272 г., в две кампании, с интервал от 1232 – 1238 г. във връзка с финансовата криза, предизвикана от борбата с Луи IX. Двете кампании се различават с малка промяна на направлението и стилистика на работа. По решение на епископ Гийом дьо Гре височината на сградата е увеличена с 4,9 метра, за да станат сводове на катедралата най-високите в Европа. Сводовете в интериора на хора достигат до 48 метра, което е много по-високо на височина едновременно строената катедрала Нотр Дам в Амиен с 42-метрови нефове.
Работата е прекъсната през 1284 г., поради срутване на някои от сводовете. Това е колапс който често се разглежда като катастрофа, която е произвела „нервен срив“ сред френските архитекти, работещи в готически стил. Стивън Мъри отбелязва, че срутването също се оказа предвестник на по-малки по размер сгради, което се асоциира с демографски спад, Стогодишната война и XIII век".
Въпреки това, мащабния строеж скоро е продължен, хорове са реконструирани до една и съща височина, макар и с по-голям брой колони в проходите зад хорове (chevet). Трансептът е построен от 1500 до 1548 година. Той е изпълнен в стил на пламтяща готика, характерен за определен период от началото на френския ренесанс.
През 1573 г. на срутването на „твърде амбициозната“ 153-метрова централна кула е спира работата отново, след което са направени само малки допълнения. Това щеше да направи катедралата втората най-висока постройка в света към онзи момент след църквата „Св. Олаф“ в Талин.
Йожен Виоле ле Дюк нарича хорове на катедралата в Бове: „Партенон на френската готика“.
Нейните фасади, особено на южната страна, показват цялото богатство на късната готика. Резбованите дървени врати – северен и южен портал са шедьоври съответно на готическото и ренесансово изкуството. Катедралата има сложен астрономически часовник (1866) и гоблени от 15-и и 17 век, но най-атрактивните съкровища са витражите от 13, 14, и 16 век, най-красивия от които е изработен от художника на Ренесанса Engrand Le Prince, роден в Бове. На него също е принадлежат някои витражи във втория храм в града – „Сент Етиен“, които са интересен пример за преход между романския и готическия стилове.
На 14 януари през средновековието в катедралата на Бове се провежда т.нар. Празник на магарето (на латински: festum asinorum), в памет на „Бягството на светото семейство в Египет“.

## Състоянието на постройката
В стремежа си към изграждане на най-високата катедрала от XIII век и строителите на „Свети Петър от Бове“ използват и развиват напредничави технологии от това време. Въпреки че структурата може да бъде по-висока, контрфорсите са направени по-тънки, за да се увеличи пропускливостта на светлината в катедралата. През 1284 г., само дванадесет години след приключване строежа, част от свода на хоровете се срутват заедно с няколко подпорни сводове. Смята, се че разпадането на конструкцията е била причинена от резонансови колебания при силен вятър.
На снимката са показани страничните железни укрепвания за подкрепа между подпорите на сводовете; не е известно, кога са инсталирани тези външни подпори. Тази технология може да е била известна при първоначалното изграждане, но необходимостта от нея може да бъде призната след срутването през 1284 година или дори по-късно. През 1960-те години неестетичните връзки са свалени поради съмнение в тяхната необходимост. Следствие на това, се засилват вибрациите, създадени от вятъра, и хорове частично се отдалечават от трансепта. Впоследствие връзките са инсталирани отново, но този път те са изработени от стомана. Тъй като стоманата е по-малко гъвкави, отколкото на желязо, структура се оказа по-твърда и става възможно възникването на допълнителни пукнатини.
Както показано етажния план, оригиналният дизайн включва неф, който никога не е построен. По този начин, липсата на опора от страна на централния неф допринася за структурната слабост на катедралата.
С течение на времето се появяват и други проблеми, които изискват по-радикални мерки. Северният трансепт сега има четири големи дървени и стоманени странични подпори на различни височини, установени през 1990-те, за да се запази трансепта от свличане (виж снимката). 
Тези временни мерки са в сила до трайното решение. Провеждат се различни изследвания, за да определи с по-голяма увереност, какво може да се направи, за да се запази конструкцията на величествената сграда. Колумбийският университет извършва проучване с използване на триизмерни модели с помощта на лазерно сканиране на сграда, за да се идентифицират слабите места в конструкцията.
- изглед от идток
- Сводът на централния неф
- Астрономическият часовник на катедралата
- Южен портал
- Изглед от югоизток
- Витражи